# محطة إذاعية

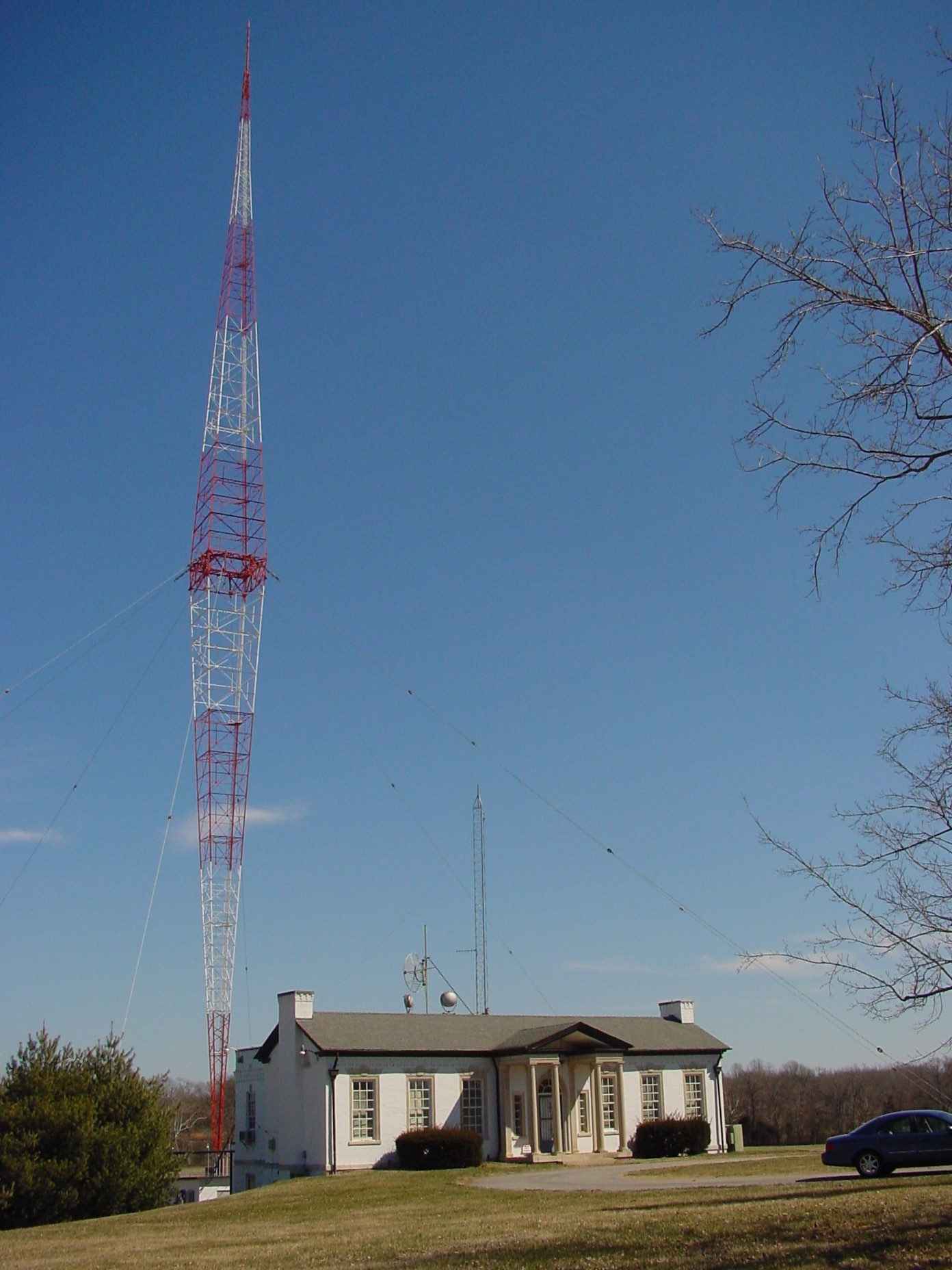

محطة إذاعية أو الإذاعة أو اذاعة الراديو أو محطة الراديو هي مجموعة من الأجهزة الضرورية للاتصالات بموجات الراديو. بشكل عام، هي جهاز استقبال أو جهاز إرسال أو جهاز إرسال واستقبال وهوائي وبعض المعدات الإضافية الصغيرة اللازمة لتشغيلها. تلعب دورا حيويا في تكنولوجيا الاتصالات حيث يتم الاعتماد عليها بشكل كبير في نقل البيانات والمعلومات في جميع أنحاء العالم.

## الاتحاد الدولي
الاتحاد الدولي للاتصالات هو اتحاد هام للمحطات الاذاعية.